# Carmen Gloria Valle
Carmen Gloria Valle (Santiago, 1969) es una artista visual chilena.
Se trasladó a la región del Biobío el año 1974. Estudia Licenciatura en Artes Plásticas con mención en Pintura en la Universidad de Concepción (1990-1994). Su obra, a través de los lenguajes de la pintura y la fotografía, exploran el territorio, con sus fragmentaciones y dicotomías; los sucesos geográficos y sociales. Se reconoce su presencia por hitos como ser la primera mujer en obtener el primer lugar en el concurso Valdivia y su Río, el año 1999. Actualmente[cita requerida], une su práctica artística a áreas de la museografía y la investigación en temáticas de la memoria. Desde el año 2016, es miembro de Periplo Art Collective, grupo de artistas chilenos radicados en diferentes ciudades del mundo.

## Biografía y trayectoria
Carme Valle inicia su recorrido en una línea de interés particular. En el año 1988, cursa asignaturas de la carrera de Programación en Microcomputadores, en la Universidad Técnica Federico Santa María, donde se relaciona con áreas del diseño industrial y la fotografía. Su interés por esta última, la motiva a ingresar a la Licenciatura en Artes Plásticas, en la Universidad de Concepción, el año 1990. Durante su proceso de formación, suma conocimiento de xilografía y grabado en metal. También, durante los años noventa, realiza una serie de aportes poco convencionales para la época, siendo una de las primeras artistas en relevar y pensar las plataformas digitales como espacios de difusión y archivo para los y las artistas visuales locales. Es así como el año 1996, crea el “Catálogo de Artistas Jóvenes de la VIII Región” en una incipiente internet. Este proyecto, junto a Rodrigo González, es patrocinado por la Facultad de Artes e Ingeniería de la Universidad de Concepción. Posteriormente, el año 1999, se configura, también, como pionera, al adjudicar el primer lugar en el Premio Ricardo Andwanter, Categoría in Situ, XVIII Concurso Internacional de Pintura Valdivia y su Río; siendo la primera mujer en obtenerlo. Posterior a esa fecha, se traslada a Santiago une su práctica artística a actividades de docencia en artes visuales y tecnología en establecimientos educativos, así como labores, tanto gestión, trabajo colaborativo y en dirección de arte en la productora Audiovisual Medios 18 de Santiago, Chile. El año 2002, participa en el Colectivo Taller Madrid y a trabajar con la Galería La Sala, espacio al que se articula hasta la fecha. En el año 2005, se integran a un colectivo bajo el alero del Galpón Vivazeta, junto a Ediciones Tacitas, Foro de Escritores, Casagrande y Taller Brana. Durante los años 2014 y 2015 fue invitada por la Junta Nacional de Jardines Infantiles JUNJI, para la creación de contenidos y docencia para el programa Perfeccionamiento Técnico Profesional “Aprendizaje, Juego y Creatividad dentro del marco de la Reforma Educacional. En el año 2016 es invitada a participar en el Plan Maestro de Recuperación Patrimonial de La Hacienda San Isidro, donde realiza la investigación histórica, restauración y creación de cuatro museos. Actualmente, es parte del colectivo Periplo, junto al que participa con su trabajo fotográfico en una serie de itinerancias a través de la muestra Paisaje y Territorio en las ciudades de Concepción, Santiago, Los Ángeles y Laja (Chile) (2018). Previo a ello, la muestra itinera por Múnich y Frankfurt, Alemania (2018).

## Obra
Con una reconocida obra en pintura, y principalmente bajo un lenguaje abstracto, Carmen transita y explora en diversas materialidades y formatos. La experimentación, serán la base de sus procesos creativos y sus ejes transversales en contenido, el ser humano y sus relaciones con el entorno, y las intersecciones de la gran ciudad. Su pintura es una reflexión sobre el habitar y el transitar y los condicionamientos sociales que esto conlleva.
. Pensar el territorio como un producto social que anida espacios significativos, con memoria, provienen de la intensa experiencia que vive, al inicio de sus estudios de pregrado, junto al escultor Lautaro Labbé, quien el año 1993, convoca a un grupo de estudiantes a realizar una escultura colectiva en conmemoración a los estudiantes fallecidos y desaparecidos en la Universidad de Concepción, para la dictadura militar chilena. Si bien ha explorado y trabajado en ilustración editorial, la fotografía será otro de los lenguajes que Carmen desarrollará en cruce con la pintura. Su traslado desde Concepción a Santiago, el año 1999, marca una nueva relación con la práctica artística, coincidiendo con una exploración más sistemática en torno al lenguaje fotográfico. Durante los años noventa, inicia su indagación en torno a las fragmentaciones de las ciudades, su planificación y sus derivas. Por ello, su obra se basa en las retículas urbanas, las parcelas y dameros, que derivan en un trabajo de intervención con cemento, fotografía y alquitrán. A estas materialidades las define el proceso de transformación en el tiempo, lo que genera en su obra territorios pictóricos autónomos, pensados como fragmentos de una realidad. A este proceso pertenecen las obras que expone en las exhibiciones Cuadrado Valle + Valle (2002) y Miradas Cruzadas (2006). Mario Fonseca, en su reseña sobre la exposición, describe y releva el proceso técnico que atraviesa Carmen en Miradas Cruzadas: “sobreviene entonces, el efecto sustancial de la muestra, que es constatar que debajo de todas las pinturas hay fotos que fueron publicadas alguna vez, con vistas, personas y objetos que ciertamente ya no existen o han cambiado, pero que la artista ha recuperado, recordado y pegado diligentemente para preservarlas recubriéndolas en sus telas” (Mario Fonseca).

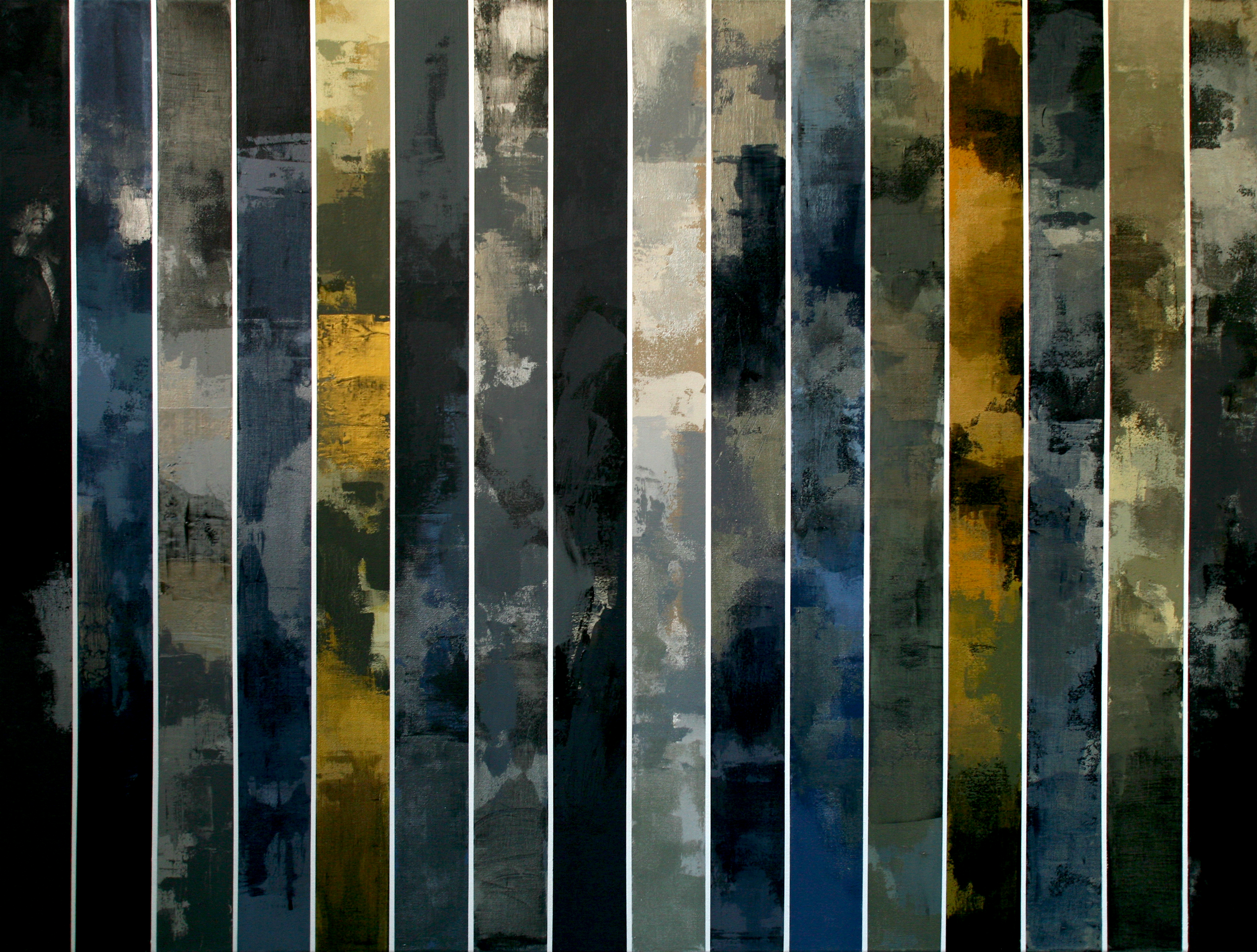
Fotografía de obra "Territorios"

Las técnicas digitales serán cruciales en su práctica artística y le permiten, hasta el día de hoy, explorar el paisaje. Este interés por lo digital está presente desde sus inicios, siendo quizás la primera artista que releva y reconoce en las plataformas digitales (de la incipiente internet de los años noventa) el potencial para un espacio de difusión y exhibición de la obra de los y las artistas regionales. El año 2016, es invitada a la Conmemoración del Día de Los Derechos Humanos, organizado por Amnistía Internacional y la Universidad Goethe (Frankfurt, Alemania) para desarrollar un ciclo exhibitivo. Esta muestra es un hito en su trabajo, pues potencia y activa un giro hacia la investigación histórica, siendo la muestra “Cortar el Cielo”, en formato collage digital, la serie que la llevaría a desplegar dos abordajes más en esta línea. En “Cortar el Cielo”, retoma el hilo de los relatos sobre el exterminio de los pueblos Selknam, a través de los textos de Anne Chapman y las imágenes de Martín Gusinde. Posteriormente, en “Memorias”, aborda la migración en diferentes épocas, retomando relatos históricos sobre la colonización en América. Este último entrega sustento para una entrega de ensayos visuales para el proyecto Animita Migrante, el presente 2018, donde, también, aborda la experiencia de la migración “como soporte y la memoria como legado. Tomo parte de mi propia historia familiar, porque es muy contingente con lo que pasa en Chile y Latinoamérica".

## Premios y distinciones
- 2011 Implications 2./Hommage des Artistes. Chiliens de París. Mairie du treizieme Arrondissement. París.Francia. Feria de Arte Contemporáneo “La Fenêtre sur l’Art”. París. Francia, 2015 “Vietnam Ayer y Hoy”. Muestra organizada por Embajada de Vietnam y Apech, Chile – Vietnam.
- 2009 Primer lugar Afiche Bicentenario. Festival de la Canción de Viña del Mar.
- 1999 Primer Lugar Premio Ricardo Andwanter Categoría in Situ. XVIII Concurso Internacional de Pintura Valdivia y su Río.
- 1999 Cuarto Lugar Pintando Melipilla. Ilustre Municipalidad de Melipilla.
- 1995 Ganadora del Primer Concurso Plástica Joven. Organizado por Hotel El Araucano y la Facultad de Arte de la Universidad de Concepción.
- 2011 Mención Honrosa en Primer Concurso Fotográfico “Nuestro paisaje: Inspiración para el jardín” Revista Vivienda y Decoración. El Mercurio.
- 2010 Concurso Fotográfico El Mar, Una Mirada a lo Nuestro. Centro de Extensión de la Universidad Católica de Chile
- 2007 Yo, fotografía Mural fotográfico, bajo la interpretación de la Fotografía en primera persona de 99 fotógrafos nacionales. Convocatoria Consejo de la Cultura Estación Mapocho.
- 1999 Convocatoria Exposición MUJER. Galería Contraluz. Santiago.

## Exposiciones individuales
- 1995 Puentes. Hotel El Araucano. Concepción.
- 2002 CUADRADO VALLE +VALLE. Galería Montecatini. Concepción.
- 2006 MIRADAS CRUZADAS. Galería la Sala. Santiago.
- 2018 “Cortar el Cielo” Café Voltaire. Frankfurt. Alemania.

## Exposiciones Colectivas (selección)
- 2018 Muestra Paisaje y Territorio, Colectivo Periplo, Itinerancia. Sala Artistas del Acero, Concepción. Centro Cultural de Colina. Centro Cultural de Paine, Corporación Cultural de Los Ángeles, Centro Cultural de Laja.
- 2018 Muestra Paisaje y Territorio, Colectivo Periplo, Instituto Cervantes, Patrocinada por el Consulado de Chile. Münich. Alemania.
- 2017 Aéreo encuentro Chile/Brasil Galería La Puerta Azul. Santiago.
- 2017 Muestra Paisaje y Territorio, Colectivo Periplo, Instituto Cervantes, Patrocinada por el Consulado de Chile. Frankfurt. Alemania.
- 2017 Festival Internacional de Artes Gráficas, Escuela Panamericana de Arte. Sao Paulo. Brasil.
- 2016 Conmemoración Día de Los Derechos Humanos ,Organizado por Amnistía Internacional, Universidad Goethe. Frankfort. Alemania.
- 2016 Feria de Arte Contemporáneo ARTSUS. Campus Universidad San Sebastián . Santiago.
- 2016 Espacio del Anonimato, Bazart del Arte, Patio Bellavista, Santiago
- 2016 Ni Musa ni Modelo, Sala Santiago Nattino, Asociación de Pintores y Escultores de Chile. Santiago
- 2016 “Provincia”, Corporación Cultural de Los Ángeles.
- 2015 “Vietnam Ayer y Hoy”. Muestra organizada por Embajada de Vietnam y Apech, Chile – Vietnam.
- 2014 Bazart Arte UC
- 2014 Mercado del Arte. Mall Parque Arauco.
- 2013 – 2014 Paralelo 37ª28″S Ciudad de Los Ángeles. Sala Mall de Los Ángeles. Sala de la Universidad de La Santísima Concepción. Hall El Pensador Cámara de Diputados .Valparaíso.
- 2011 Feria de Arte Contemporáneo “La Fenêtre sur l’Art”. París. Francia
- 2011 Implications 2./Hommage des Artistes. Chiliens de París. Mairie du treizieme Arrondissement. París.Francia.
- 2011 Homenaje Roberto Matta. Galería Artium .Santiago.
- 2007 Estrellas Galería de Arte Isabel Aninat. Parque Arauco .
- 2007 Suma Arqueológica. Invitación de Guillermo Núñez a intervenir su obra. Sala Santiago Nattino. Santiago.
- 2006 Paisaje Nacional Carmen Valle – Gonzalo Espinoza – Alejandro Ortiz. Galería Amigos del Arte .Talca.
- 2006 Trazo 02 Centro de Artes Visuales Galería Abierta. Instituto Nacional de la Juventud.
- 2005 Explosión Plástica Inevitable, Colectivos Ediciones Tacitas, Foro de Escritores , Casa Grande, Taller Brana. Galpón Vivazeta.
- 2004 Colectiva Inauguración Teatro Municipal de Maipú. Galería La Sala.
- 2002 Arte y Deporte. Santiago.
- 2002 Espinoza – Torres – Valle Hotel CEASARPARK. Ciudad de Panamá. Panamá.
- 2002 Taller Madrid Restaurante Kulcewski. Santiago.
- 2002 Arte en Michoacán de Los Guindos. Fundación Delia del Carril. Santiago.
- 2002 Dípticos – Bisagra. Galería de Arte La Sala. Santiago.
- 2002 Arte en Bandeja. Asociación de Pintores y Escultores de Chile. Santiago-Talca-Chillán-Concepción
- 2001 Concurso Nacional Ojo con El Cobre. Codelco. Santiago.
- 2000 Concurso Nacional de Pintura Color del Sur. lustre Municipalidad de Puerto Varas.
- 2000 Día Internacional de la Mujer. Pinacoteca de la Universidad de Concepción.
- 2000 Feriarte. Centro Cultural el Almendral. San Felipe.
- 2000 Pintura Fresca. Drugstore. Santiago.
- 2000 Máscaras. Sala Andes. Universidad del Bío-Bío. Concepción.
- 2000 Periplo. Sala Andes. Universidad del Bío- Bío. Concepción.
- 1999 Pintando Casablanca. lustre Municipalidad de Casablanca.
- 1999 Primera Feria de las Artes. Museo Ferroviario de Temuco.
- 1999 Mil Cartas en Abril .Encuentro de la APECH. Museo Nacional de Bellas Artes – MAC de Valdivia
- 1998 II Concurso Nacional de Plástica Concepción una Ciudad en Movimiento. Ilustre Municipalidad de Concepción.
- 1997 Trigésimo Salón Nacional de Pintura de Viña del Mar. Casino Municipal de Viña del Mar.
- 1997 Día Internacional de La Mujer .Sala Lessing. Concepción.
- 1996 Cuarta Multiferia del Arte del Bío – Bío. Estación de Ferrocarriles. Concepción.
- 1996 El Animal. Sala I. Municipalidad de Concepción.
- 1996 Dos. Sala I. Municipalidad de Talcahuano.
- 1995 Exposición Colectiva “Concepción en el Zócalo” Museo regional de la Araucanía . Temuco
- 1994 Exposición Colectiva U. de Chile- U. de Concepción. Centro Integral de Cultura de Florianópolis. Brasil. Realización Escultura Colectiva, bajo la dirección del escultor Lautaro Labbé Alumnos Universidad de Chile – Universidad de Concepción. Campus de la U. Federal de Santa Caterina. Brasil.
- 1994 Realización Escultura Colectiva. Homenaje a los estudiantes fallecidos en el Campus de la Universidad de Concepción en el golpe militar de 1973. Bajo la dirección de Lautaro Labbé.